# 伊格勒柱
伊格勒柱（Igeler Säule）位於德國特里爾，為阿爾卑斯山北面，僅有地面上原地留存的羅馬時期墓碑。
二十三公尺高的柱式紀念物，材料為紅砂石。 
1986年與特里爾其他古羅馬遺址及大教堂一起被聯合國教科文組織指定為世界文化遺產。

## 特里爾其他文化遺產
- 尼格拉城門 (Porta Nigra)
- 特里爾圓形劇場 (Amphitheater)
- 凱撒浴場 (Kaiserthermen)
- 康士坦丁-巴希里卡 (Konstantin-Basilika)
- 芭芭拉浴場 (Barbarathermen)
- 罗马桥 (Römerbrücke)
- 特里爾主教座堂 (Trierer Dom)
- 親愛聖母教堂 (Liebfrauenkirche)